# Brachyopa ingrica
Brachyopa ingrica är en tvåvingeart som först beskrevs av Stackelberg 1952.  Brachyopa ingrica ingår i släktet savblomflugor, och familjen blomflugor. Inga underarter finns listade i Catalogue of Life.